# Clausena heptaphylla
Clausena heptaphylla là một loài thực vật có hoa trong họ Cửu lý hương. Loài này được (Roxb.) Wight & Arn. mô tả khoa học đầu tiên năm 1834.